# Rüştü Reçber
Rüştü Reçber (IPA: [ɾyʃty ɾetʃbeɾ]; Antalya, 1973. május 10. –) minden idők egyik legsikeresebb török labdarúgója.Több mint százszoros válogatott; válogatottsági csúcstartó. Külföldön az FC Barcelonában játszott, ám hamar távozott a katalán fővárosból, mert a kispadra szorult Víctor Valdés mögött. 2004-ben Pelé beválasztotta a FIFA 100-ba, a világ legjobb élő labdarúgói közé. Értékét a transfermarkt.de másfél millió euróra teszi. A 2008-as labdarúgó-Európa-bajnokság elődöntője után Rüştü bejelentette, hogy 14 év és 118 mérkőzés után visszavonul a válogatottságtól, a labdarúgástól azonban még nem, hiszen 2010-ig van szerződése a Beşiktaşsal. Ezt később 2012-ig meghosszabbította, és pályafutása utolsó évében két mérkőzés erejeig visszatért a török válogatottba is.
| „                                  | Ha koncentrál, nincs olyan lövés, amit Rüştü ne tudna kivédeni. Félelmetesen okos, fürge és nagyon jó a büntetőknél. És persze a legfontosabb, hogy Rüştünek karaktere van. | ” |
| – Fatih Terim, szövetségi kapitány | |   |

| „                                                                         | A nemzeti válogatott összeállításakor az egyes számhoz Rüştü nevét írod. Utána a 2, 3, 4, 5, 6, 7-es számokat kihagyod, és csak aztán írod a többiek nevét. | ” |
| – Mustafa Denizli, a Fenerbahçe S.K. és a Galatasaray A.S. egykori edzője | |   |

## Pályafutása

### Antalyaspor
Rüştü pályafutását szülőföldjén, Antalyában kezdte csatárként. Első mestere, Dursun Karasucu azonban tehetségesebbnek tartotta kapus poszton, és a magasságából kifolyólag is alkalmasabbnak tartotta rá. Nem sokkal később, egy Niğdében rendezett amatőr bajnokságon figyeltek fel rá először. A professzionális klubok közül először a helyi Antalyaspornál játszott, közben pedig beválogatták a 21 éven aluliak nemzeti válogatottjába is, ahol összesen 11 mérkőzésen játszott. Ez idő alatt tárgyalt a Galatasarayjal, de ott csupán kispadon szerepelhetett volna, így végül nem állapodtak meg és Rüştü inkább az Antalyaspornál maradt. Itt figyelt fel rá Fatih Terim, és ajánlotta be a Beşiktaşhoz, akikkel 1993-ban meg is állapodott. Ekkor azonban egy autóbalesetben súlyosan megsérült, felépülése után pedig nem ment át a klub orvosi szűrővizsgálatán, így a klub elállt az igazoltatástól.

### Beşiktaş

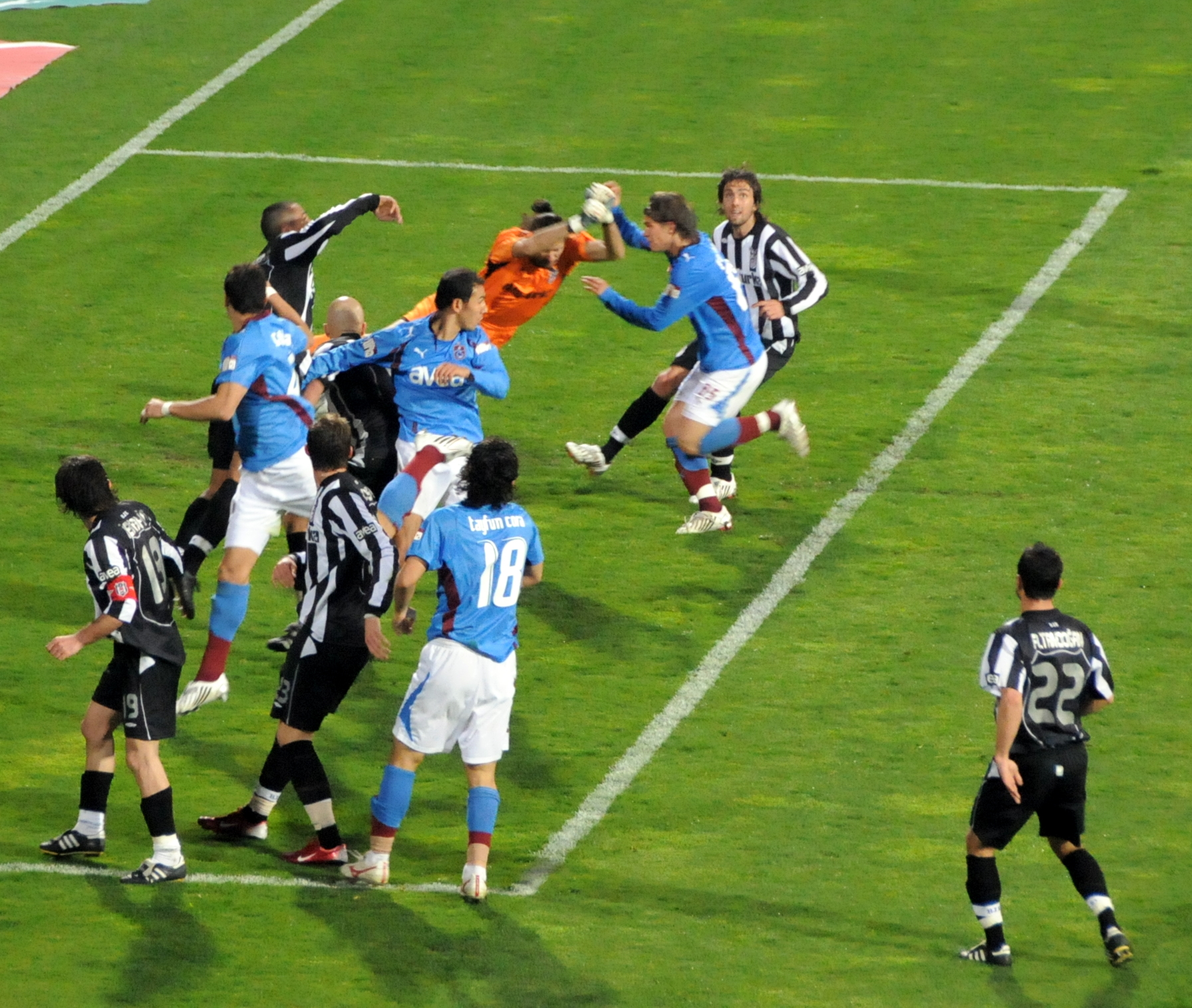
Rüştü (középen narancssárga mezben) egy Beşiktaş JK–Trabzonspor mérkőzésen

## Eredményei
- 1996: Turkcell Süper Lig nemzeti bajnok, Fenerbahçe SK
- 1998: Atatürk-kupa, Fenerbahçe SK
- 2000: EURO 2000, negyeddöntős,  Törökország
- 2001: Turkcell Süper Lig nemzeti bajnok, Fenerbahçe SK
- 2002: FIFA labdarúgó-világbajnokság, bronzérem,  Törökország
- 2003: Konföderációs kupa, harmadik helyezett,  Törökország
- 2005: Turkcell Süper Lig nemzeti bajnok, Fenerbahçe SK
- 2007: Turkcell Süper Lig nemzeti bajnok, Fenerbahçe SK
- 2008: EURO 2008, elődöntős,  Törökország

## Statisztikái

### Klubteljesítmény
| Klub            | Szezon    | Süper Lig | Süper Lig | Török kupa   | Török kupa   | Európa | Európa | Összesen | Összesen |
| Klub            | Szezon    | Mérk      | Gól       | Mérk         | Gól          | Mérk   | Gól    | Mérk     | Gól      |
| --------------- | --------- | --------- | --------- | ------------ | ------------ | ------ | ------ | -------- | -------- |
| Antalyaspor     | 1991–92   | 1         | 0         | –            | –            | –      | –      | 1        | 0        |
| Antalyaspor     | 1992–93   | 1         | 0         | –            | –            | –      | –      | 1        | 0        |
| Antalyaspor     | 1993–94   | 33        | 0         | –            | –            | –      | –      | 33       | 0        |
| Összesen        |           | 35        | 0         |              |              |        |        | 35       | 0        |
| Fenerbahçe S.K. | 1994–95   | 9         | 0         | 8            | 0            | –      | –      | 17       | 0        |
| Fenerbahçe S.K. | 1995–96   | 29        | 0         | 11           | 0            | –      | –      | 40       | 0        |
| Fenerbahçe S.K. | 1996–97   | 28        | 0         | 8            | 0            | –      | –      | 36       | 0        |
| Fenerbahçe S.K. | 1997–98   | 33        | 0         | 5            | 0            | –      | –      | 38       | 0        |
| Fenerbahçe S.K. | 1998–99   | 30        | 0         | 5            | 0            | –      | –      | 35       | 0        |
| Fenerbahçe S.K. | 1999–2000 | 25        | 0         | 9            | 0            | –      | –      | 34       | 0        |
| Fenerbahçe S.K. | 2000–01   | 33        | 0         | 8            | 0            | –      | –      | 41       | 0        |
| Fenerbahçe S.K. | 2001–02   | 30        | 0         | 12           | 0            | –      | –      | 42       | 0        |
| Fenerbahçe S.K. | 2002–03   | 24        | 0         | –            | –            | –      | –      | 24       | 0        |
| Összesen        |           | 241       | 0         | 66           | 0            |        |        | 307      | 0        |
| Klub            | Szezon    | La liga   | La liga   | Copa del Rey | Copa del Rey | Európa | Európa | Összesen | Összesen |
| Klub            | Szezon    | Mérk      | Gól       | Mérk         | Gól          | Mérk   | Gól    | Mérk     | Gól      |
| FC Barcelona    | 2003–04   | 4         | 0         | –            | –            | 3      | 0      | 7        | 0        |
| Összesen        |           | 4         | 0         |              |              | 3      | 0      | 7        | 0        |
| Klub            | Szezon    | Süper Lig | Süper Lig | Török kupa   | Török kupa   | Európa | Európa | Összesen | Összesen |
| Klub            | Szezon    | Mérk      | Gól       | Mérk         | Gól          | Mérk   | Gól    | Mérk     | Gól      |
| Fenerbahçe S.K. | 2004–05   | 29        | 0         | –            | –            | 6      | 0      | 35       | 0        |
| Fenerbahçe S.K. | 2005–06   | 17        | 0         | –            | –            | –      | –      | 17       | 0        |
| Fenerbahçe S.K. | 2006–07   | 8         | 0         | –            | –            | –      | –      | 8        | 0        |
| Összesen        |           | 54        | 0         |              |              | 6      | 0      | 60       | 0        |
| Beşiktaş J.K.   | 2007–08   | 28        | 0         | 6            | 0            | –      | –      | 34       | 0        |
| Összesen        |           | 28        | 0         | 6            | 0            |        |        | 34       | 0        |
| Karrier összes  |           | 362       | 0         | 72           | 0            |        |        | 443      | 0        |

A statisztikák 2008. május 10-e szerintiek.

### Nemzeti válogatott
| Nemzeti csapat   | Év   | Mérk     | Gól |
| ---------------- | ---- | -------- | --- |
| Törökország U-21 | 1992 | 5 (1)    | 0   |
| Törökország U-21 | 1993 | 6 (1)    | 0   |
| Törökország      | 1993 | 2        | 0   |
| Törökország      | 1994 | 4 (1)    | 0   |
| Törökország      | 1995 | 11 (5)   | 0   |
| Törökország      | 1996 | 10 (5)   | 0   |
| Törökország      | 1997 | 8 (1)    | 0   |
| Törökország      | 1998 | 5 (2)    | 0   |
| Törökország      | 1999 | 7        | 0   |
| Törökország      | 2000 | 9 (2)    | 0   |
| Törökország      | 2001 | 11       | 0   |
| Törökország      | 2002 | 13       | 0   |
| Törökország      | 2003 | 15       | 0   |
| Törökország      | 2004 | 12       | 0   |
| Törökország      | 2005 | 8        | 0   |
| Törökország      | 2006 | 12       | 0   |
| Törökország      | 2007 | 6        | 0   |
| Törökország      | 2008 | 6        | 0   |
| Összesen         |      | 150 (18) | 0   |

A statisztikák 2008. június 25-e szerintiek. Zárójelben a privát mérkőzések száma